# Héctor Monestel Herrera
Héctor Monestel Herrera (Escazú, 31 de enero de 1953) es un abogado y sindicalista costarricense, militante y excandidato presidencial del Partido de los Trabajadores de Costa Rica.

## Biografía
Nació en Escazú, el 31 de enero de 1953. Monestel inició su militancia política en la Juventud Vanguardista, sección juvenil de Vanguardia Popular. Se separa de este partido en 1973 junto a otros dirigentes por discrepancias con la tesis vanguardista respecto a la "marcha pacífica al socialismo" discutida en Latinoamérica a raíz del gobierno de Salvador Allende y funda el Centro de Estudios Marxistas. Contacta al Secretariado Unificado de la IV Internacional, de orientación trotskista, fundando en Costa Rica como su "sección costarricense" al Partido Revolucionario de los Trabajadores por medio del cual ayuda a crear la Liga Internacional de los Trabajadores - Cuarta Internacional (LIT-CI). Monestel rompe con el PRT que luego es expulsado de LIT-CI en una de las muy frecuentes atomizaciones que afectan tradicionalmente a la izquierda tica y fundaría el Movimiento al Socialismo (MAS), organización mayormente limitada al movimiento estudiantil y que tenía como extensiones a los partidos universitarios Convergencia en la Universidad de Costa Rica y Fuerza U en la Universidad Nacional. Posteriormente el MAS se convertiría en el Partido de los Trabajadores inscribiéndose a escala nacional. Monestel fue además secretario general del sindicato de trabajadores del Instituto Nacional de Aprendizaje y de la Universidad de Costa Rica y representante del sector administrativo en el Consejo Universitario de esta última.